# 平孢角毛藻
平孢角毛藻(学名：Chaetoceros laevisporus)是角毛藻属的一种硅藻。呈矩形的细胞内含有多个色素体，硅质化的壳面呈椭圆形，有硅质辐射状肋纹延伸至壳套，环带分布有平行排列的肋纹。窗孔椭圆形。角毛上分布有4-6排纵向交替排列的孔纹和小刺。链端壳面有一个中央唇形突。休眠孢子位于母细胞中央。初生壳面上有两个驼峰状突起